# カルロ・ゼッキ
カルロ・ゼッキ（Carlo Zecchi, 1903年7月8日 - 1984年8月31日）は、イタリアのピアニスト、指揮者。

## 経歴
ローマに生まれ、生地の音楽院で作曲とピアノを学んだ後、ベルリンでブゾーニとシュナーベルに師事。1920年にソリストとしてデビューし、一時期はピアニストとしてベネデッティ・ミケランジェリの好敵手と目されたが、1939年には室内楽での演奏に重点を置くようになり、エンリコ・マイナルディとデュオを組んだ。ピアノの演奏活動を停止したのは、借金の返済に困って「事故のためにピアノを弾けなくなった」と偽り、保険金を詐取したことが露見するのを恐れたためであった。
1938年にはハンス・ミュンヒやアントニオ・グァルニエリから指揮法を師事し、1947年から世界各国の主要なオーケストラに客演した。1966年から10年間、ウィーン室内管弦楽団の首席指揮者を務めている。
教育者としても有名で、ローマのサンタ・チェチーリア国立アカデミアのピアノ科教授を長く務めたほか、ザルツブルクでもマスター・クラスを開講していた。主な門下にファウスト・ザドラ、マリアクララ・モネッティ、アンネッテ・サーヴァデイ等がいる。
1984年、ザルツブルクで死去。

## 教育活動
ピアニストとしてダニエル・バレンボイムを、指揮者として同じくダニエル・バレンボイム、クラウディオ・アバド、ズービン・メータらを指導した。